# Southbury
Southbury ist eine Stadt im New Haven County im Bundesstaat Connecticut der Vereinigten Staaten. Das U.S. Census Bureau ermittelte bei der Volkszählung 2020 eine Einwohnerzahl von 19.879.
Das Stadtgebiet hat eine Größe von 103,5 km².
Der größte Arbeitgeber der Stadt ist IBM. Die IBM Headquarters Southbury beherbergen 100.000 m² Bürofläche und Platz für 2500 Mitarbeiter.

## Söhne und Töchter der Stadt
- Katie Stevens (* 1992), Schauspielerin und Sängerin
- Mary Stoiana (* 2003), Tennisspielerin